# Pierre Cochereau
Pierre Eugène Charles Cochereau (9. července 1924 – 5. března 1984) byl francouzský varhaník, skladatel, improvizátor a pedagog.
V letech 1943 až 1949 studoval na pařížské konzervatoři, kde získal první ceny v oborech: harmonie (profesor Maurice Duruflé), dějiny hudby a kontrapunkt (prof. Noël Gallon), kompozice (prof. Tony Aubin), a varhany (Marcel Dupré). V roce 1956 vystoupil na prvním ze svých 25 koncertních turné v USA.